# Menhir von Parc-ar-Peulvennic

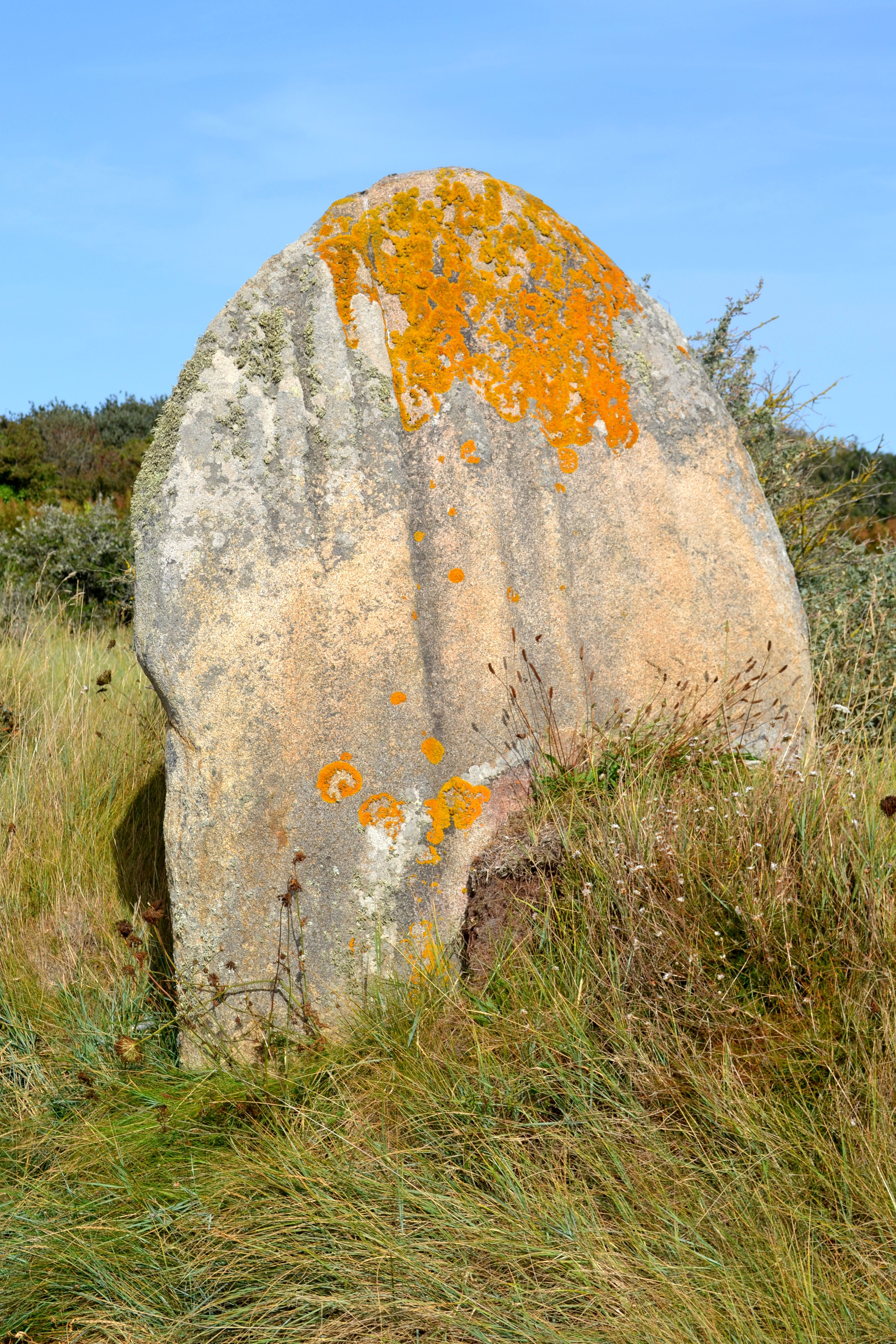
Menhir von Parc-ar-Peulvennic

Der Menhir von Parc-ar-Peulvennic (auch Run-ar-Gam genannt) steht nördlich von Trébeurden, bei Lannion im Département Côtes-d’Armor in der Bretagne in Frankreich. 
Der Menhir ist etwa 2,9 Meter hoch und 1,85 m breit. Er hat Rillenkarren und zeigt Spuren von Salzabwitterung.
Er steht in einer Feldmauer direkt am Meer in einem Sumpfgebiet nahe der Île-Grande und ist bei Hochflut nicht zu erreichen.
In der Nähe befinden sich die Allée couverte von Prajou-Menhir, ihr zugehöriger Menhir und der etwa 3,0 m hohe mit Rillen zerfurchte Menhir von L'Armor. 